# Космозеро (озеро)
Ко́смозеро (устар. Коемозеро)— озеро в южной части Республики Карелия России.

## Общие сведения
Площадь поверхности — 20,6 км², площадь водосборного бассейна — 133 км².
Расположено на Заонежском полуострове в северной части Онежского озера.
Котловина тектонического происхождения.
Озеро вытянуто с северо-запада на юго-восток. В озеро впадают четыре ручья. В северной части водоёма на его восточном берегу находятся деревни Кажма, Медведева и Горская, в средней части — деревня Узкие, в южной части — деревни Космозеро и Терехово. Все деревни связаны проходящей по восточном берегу озера дорогой Медвежьегорск — Великая Губа.. В северной оконечности связано короткой протокой с губой Святуха Онежского озера. К бассейну Космозера также относится бессточное Челозеро.
Берега отлогие. На озере 10 островов общей площадью 0,56 км². Грунты в основном илистые.
В озере обитают плотва, окунь, щука, налим, ёрш, сиг, ряпушка, корюшка.
В северной части водоёма на его восточном берегу находятся деревни Кажма, Медведева и Горская, в средней части — деревня Узкие, в южной части — деревни Космозеро и Терехово. Все деревни связаны проходящей по восточном берегу озера дорогой Медвежьегорск — Великая Губа.